# Виттори, Джозеф
Джозеф Виттори (1 августа 1929 — 16 сентября 1951) — капрал Корпуса морской пехоты США, погиб в бою в ходе Корейской войны.
После трёх лет службы в Корпусе он вернулся домой и был переведён в резерв Корпуса, работал на различных работах в своём родном городе. Его подразделение было призвано на действительную военную службу для участия в Корейской войне и после прохождения некоторых тренировок было отправлено в Южную Корею.
Виттори был смертельно ранен в ночь с 15 на 16 сентября 1951 года в битве в долине Хаэн (прозванную Чашей для пунша) в ходе штурма высоты 749 близ Сонгне-донг. Он отражал противника пытавшегося прорваться в прореху в оборонительной линии батальона. Он стал 19-м морским пехотинцем, удостоившимся высочайшей американской наградой — медалью Почёта — за героизм проявленный в ходе Корейской войны.

## Биография
Виттори родился 1 августа 1929 года в г. Беверли, округ Эссекс штат Массачусетс посещал местную школу, окончил хай-скул. До 4 октября 1946 года он работал на отцовской ферме, затем вступил в ряды Корпуса морской пехоты на трёхлетний срок.
После вступления в морскую пехоту он был отправлен в лагерь подготовки рекрутов на Пэрис-Айленд, штат Южная Каролина, завершил подготовку в декабре 1946 года. Краткое время он прослужил на Норфолкской военно-морской верфи (Портсмут, штат Виргиния) и Нью-Йоркской военно-морской верфи (г. Бруклин, Нью-Йорк) после чего был зачислен в отряд морской пехоты на борту крейсера USS Portsmouth, где прослужил с апреля по июнь 1947 год. После этой морской службы он до мая 1948 года служил на Филадельфийской верфи после чего присоединился ко второй дивизии морской пехоты в Кэмп-Лэджен, штат Северная Каролина. С января по май 1949 года он служил на Шестом флоте в Средиземном море, потом снова служил на базе Кэмп-Лэджен пока не был уволен со службы 3 октября 1949 года.
Виттори вернулся в свой родной город и год проработал штукатуром и каменщиком. 26 сентября 1950 года он вступил в ряды резерва Корпуса для бессрочной службы. Виттори был отправлен в Кэмп-Лэджен где проходил подготовку до января 1951 года. Он был отправлен в Южную Корею, где присоединился к роте F, второго батальона, первого полка, первой (усиленной) дивизии морской пехоты. Он принял участие в кампаниях в Южной и Центральной Корее. 9 июня 1951 года он получил свою первую медаль Пурпурное сердце, за ранение, полученное близ Янгу. 15 июня 1951 года его произвели в капралы. После выхода из полевого госпиталя он получил должность сержанта по снабжению, но после недели проведённой на новом посту попросил перевода в пехотный взвод где служил ранее, командование одобрило его просьбу.
16 сентября 1951 года в ходе битвы в долине Хаэн его рота штурмовала высоту 749, где северокорейская армия оборудовала несколько траншей. В ходе яростной контратаки враг отбросил передовой взвод, понёсший при этом тяжёлые потери. Виттори и два добровольца из резервного взвода вступили в рукопашный бой с противником, чтобы дать роте время укрепить свои позиции. Он снова вызвался добровольцем на просьбу о помощи от пулемётчика, ведущего огонь с изолированной позиции на фланге сектора роты. Американцы понесли тяжёлые потери и в оборонительных порядках морской пехоты образовалась дыра в 91 м. Виттори в одиночку вступил в бой, чтобы не дать противнику прорваться. Передвигаясь с позиции на позицию, он три часа вёл огонь, выпустив свыше тысячи пуль. Он несколько раз пробирался под плотным вражеским снарядным обстрелам, чтобы пополнить боезапас. Виттори стрелял из пулемёта после выхода из строя пулемётчика и несмотря на то что противник подошёл едва не вплотную к его позиции удерживал сектор пока не был смертельно ранен выстрелом в лицо. На следующий день морские пехотинцы насчитали почти 200 убитых врагов в секторе.
Виттори был похоронен на Мемориальном кладбище ООН в Пусане, Южная Корея. В январе 1952 года его тело было перевезено в США и захоронено на кладбище св. Марии, г. Беверли, штат Массачусетс. Медаль Почёта была вручена его родителям 7 сентября 1952 года.

## Награды и знаки отличия
Кроме медали Почёта Виттори получил две медали Пурпурное сердце.
| A light blue ribbon with five white five pointed stars | Золотая звезда повторного награждения |                            |
|                                                        |                                       | Бронзовая звезда за службу |

| Медаль Почёта                                                 | Пурпурное сердце с золотой звездой      | Медаль Победы во Второй мировой войне                |                                |
| Медаль «За оккупационную службу» (ВМС США) с пряжкой «Европа» | Медаль «За службу национальной обороне» | Медаль «За службу в Корее» с одной бронзовой звездой | Медаль «За службу ООН в Корее» |

## Наградная запись к медали Почёта
Президент Соединённых штатов от имени Конгресса с гордостью вручает МЕДАЛЬ ПОЧЁТА посмертно
КАПРАЛУ ДЖОЗЕФУ ВИТТОРИ
РЕЗЕРВ КОРПУСА МОРСКОЙ ПЕХОТЫ СОЕДИНЁННЫХ ШТАТОВ
за службу отмеченную в следующей ЦИТАТЕ:
За выдающуюся храбрость и отвагу проявленные с риском для жизни при выполнении и перевыполнении долга службы стрелком роты F второго батальона первого полка первой (усиленной) дивизии морской пехоты в боях против вражеских сил агрессора в Корее с 15 по 16 сентября 1951 года. Когда передовой взвод понёс тяжёлые потери и был вынужден отойти под яростной вражеской контратаки в ходе штурма его ротой сильного вражеского отряда, укрепившегося на высоте 749 капрал Виттори с двумя добровольцами из его резервного взвода смело бросился через отступающие войска прямо в середину порядков противника. Победив противника в яростном рукопашном бою он позволил своей роте укрепиться на позициях чтобы встретить неминуемые новые атаки [противника].
Быстро отреагировав на срочный вызов стрелка о защите позиции тяжёлого пулемёта, на крайней точке северного фланга и практически изолированного от отряда. Когда враг снова пошёл в ночную атаку Виттори занял позицию под опустошающим огнём и сражаясь в одиночку передвигался с одного фланга на другой, по очереди прикрывая каждое укрытие, поскольку потери продолжали расти. Когда пулемётчик вышел из строя, Виттори вёл огонь из пулемёта и периодически добирался под плотным снарядным обстрелом до позиций чтобы пополнить боезапас.
Когда ситуация стала крайне критичной, подкрепления, идущие из тыла, оказались скованными стремительной атакой противника, в окопах на расстоянии 91 м практически опустели, их защитники были ранены или убиты, капрал Виттори храбро продолжал оборонять позиции, изображая стрельбу по всей линии, удержав противника в нескольких футов от своей позиции, имитируя силу в линии и не позволяя врагу занять территорию. В ходе своей изумительной защиты сектора он был смертельно ранен вражеским пулемётным и винтовочным огнём, на следующее утро в секторе насчитали около двухсот убитых солдат противника. Капрал Виттори, благодаря своей силе духа, отваге и великой доблести удержал ключевую точку позиции несмотря на огромное численное превосходство противника и несомненно предотвратил обрушение позиции всего батальон. Своим необычайным героизмом в ходе яростной ночной битвы он заслужил высочайшую славу для себя и военно-морской службы Соединённых Штатов. Он храбро отдал жизнь за свою страну.
/ПОДП/ГАРРИ С. ТРУМЭН
Оригинальный текст (англ.)
The President of the United States in the name of The Congress takes pride in presenting the MEDAL OF HONOR posthumously to
CORPORAL JOSEPH VITTORI
UNITED STATES MARINE CORPS RESERVE
for service as set forth in the following CITATION:
For conspicuous gallantry and intrepidity at the risk of his life above and beyond the call of duty while serving as an Automatic Rifleman in Company F, Second Battalion, First Marines, First Marine Division (Reinforced), in actions against enemy aggressor forces in Korea on 15 and 16 September 1951. With a forward platoon suffering heavy casualties and forced to withdraw under a vicious enemy counterattack as his company assaulted strong hostile forces entrenched on Hill 749, Corporal Vittori boldly rushed through the withdrawing troops with two other volunteers from his reserve platoon and plunged directly into the midst of the enemy. Overwhelming them in a fierce hand-to-hand struggle, he enabled his company to consolidate its positions to meet further imminent on slaughts. Quick to respond to an urgent call for a rifleman to defend a heavy machine gun positioned on the extreme point of the northern flank and virtually isolated from the remainder of the unit when the enemy again struck in force during the night, he assumed position under the devastating barrage and, fighting a singlehanded battle, leaped from one flank to the other, covering each foxhole in turn as casualties continued to mount, manning a machine gun when the gunner was struck down and making repeated trips through the heaviest shellfire to replenish ammunition. With the situation becoming extremely critical, reinforcing units to the rear pinned down under the blistering attack and foxholes left practically void by dead and wounded for a distance of 100 ярдов (91 м), Corporal Vittori continued his valiant stand, refusing to give ground as the enemy penetrated to within feet of his position, simulating strength in the line and denying the foe physical occupation of the ground. Mortally wounded by enemy machine-gun and rifle bullets while persisting in his magnificent defense of the sector where approximately 200 enemy dead were found the following morning, Corporal Vittori, by his fortitude, stouthearted courage and great personal valor, had kept the point position intact despite the tremendous odds and undoubtedly prevented the entire battalion position from collapsing. His extraordinary heroism throughout the furious night-long battle reflects the highest credit upon himself and the United States Naval Service. He gallantly gave his life for his country
/S/ HARRY S. TRUMAN
— 